# 도요네촌
도요네촌(일본어: 豊根村)은 일본 아이치현 히가시미카와 북부(오쿠미카와)에 위치하고 나가노현, 시즈오카현과 경계를 접하는 촌으로 기타시타라군에 속한다. 아이치현에서 가장 인구가 적은 자치체이다.
16세기까지는 가모군에 속했다. 2005년 11월 27일에 도미야마촌을 편입했다.

## 지리
면적의 90% 이상이 산지이다. 마을 내의 차우스산 고원과 다이류 계곡이 덴류-오쿠미카와 국정공원으로 지정되어 있다. 동부에는 사쿠마호(사쿠마댐의 댐 호수)가 펼쳐져 있다.

## 역사
에도 시대에 이 지역은 모두 막부 직할령이었다.
- 1876년 - 도미야마촌이 성립하였다.
- 1889년 10월 1일 - 기타시타라군의 촌들이 합병해 도요네촌이 되었다.
- 1955년 - 사쿠마댐의 건설과 함께 도미야마촌의 중심 지구가 수몰되어 주민의 약 1/3이 이주하였다.
- 2005년 11월 27일 - 도미야마촌을 편입하였다.

## 인구
| 연도 | 인구  | ±%     |
| ---- | ----- | ------ |
| 1940 | 5,193 | —      |
| 1950 | 5,414 | +4.3%  |
| 1960 | 4,610 | −14.9% |
| 1970 | 3,865 | −16.2% |
| 1980 | 2,126 | −45.0% |
| 1990 | 1,813 | −14.7% |
| 2000 | 1,629 | −10.1% |
| 2010 | 1,337 | −17.9% |

## 교통

### 도로
- 국도 151호선